# Thomas Fincke
Thomas Fincke (6 janvier 1561; 24 avril 1656) est un mathématicien et médecin danois, professeur à l'Université de Copenhague pendant plus de 60 ans.

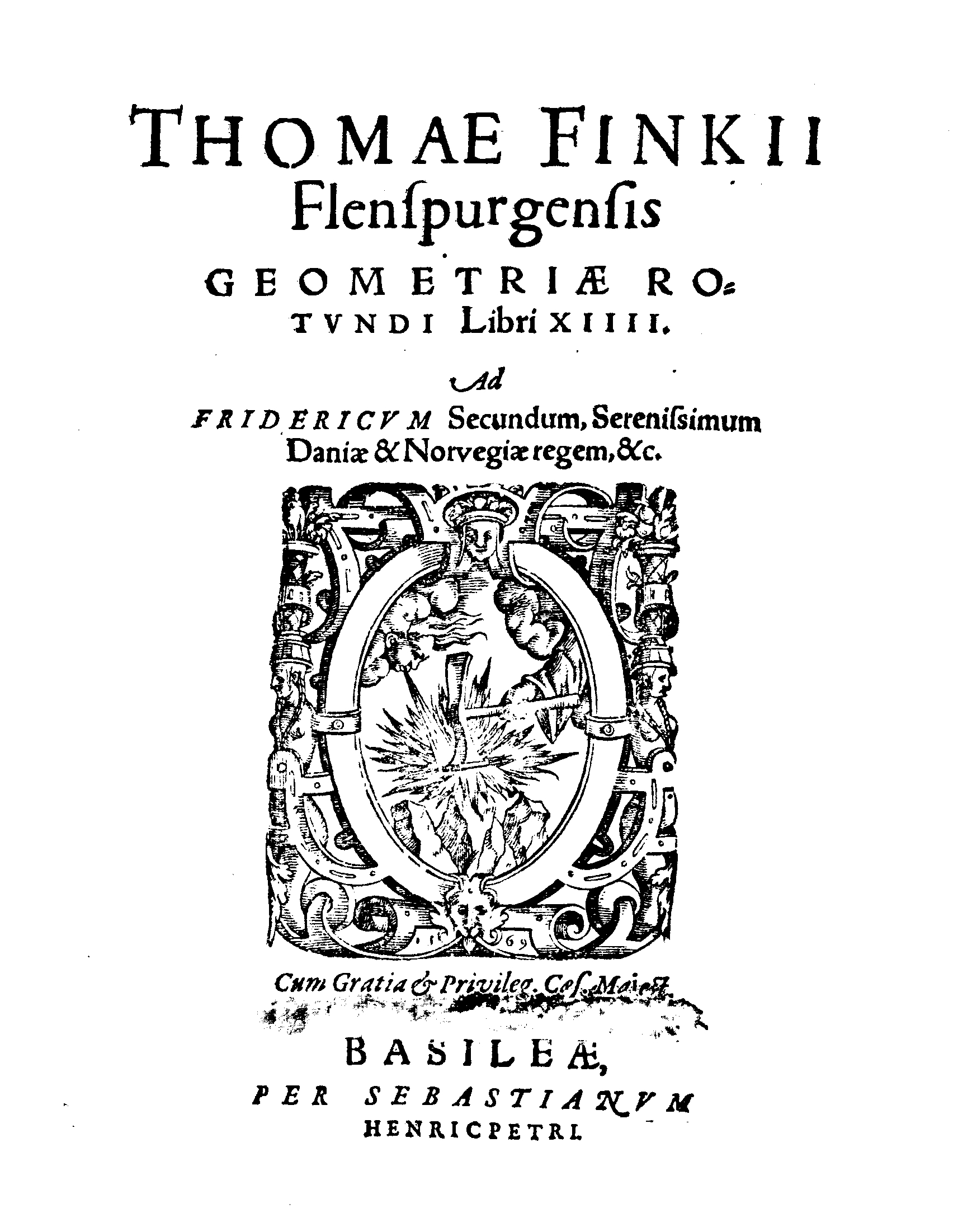
Geometriae rotundi libri XIIII, 1583

Fincke est né en Flensburg, dans le Schleswig, et mort à Copenhague. Il a étudié la médecine à l'Université de Montpellier et à celle de Padoue. Sa principale contribution en mathématiques se trouve dans son livre Geometria rotundi (1583). Dans ce livre qui s'appuie sur Regiomontanus, il traite des fonctions trigonométriques. Il introduit en particulier les termes tangente et sécante.
Son beau-fils était le grand médecin et naturaliste, Ole Worm, qui a épousé sa fille, Dorothea.